# LiveCode
LiveCode (که قبلاً Revolution و MetaCard نامیده می‌شد) یک سیستم زمان اجرا توسعه سریع برنامه‌های کاربردی بین پلتفرمی است که از HyperCard الهام گرفته شده است. دارای زبان برنامه‌نویسی LiveCode Script (متا تاک سابق) است که به خانواده زبان‌های برنامه‌نویسی xTalk مانند HyperCard 's HyperTalk تعلق دارد.
این محیط در سال ۲۰۰۱ معرفی شد. سیستم توسعه "Revolution" مبتنی بر فناوری موتور متا کارت بود که Runtime Revolution بعداً در سال ۲۰۰۳ از شرکت MetaCard به دست آورد. این پلتفرم در سال ۲۰۰۴ برنده جایزه انتخاب ویرایشگر سالانه Macworld برای "بهترین نرم افزار توسعه" شد. "Revolution" در پاییز ۲۰۱۰ به "LiveCode" تغییر نام داد. "LiveCode" توسط Runtime Revolution Ltd. مستقر در ادینبورگ، اسکاتلند توسعه یافته و به فروش می‌رسد. در مارس ۲۰۱۵، این شرکت به "LiveCode Ltd." تغییر نام داد تا نام شرکت با محصول یکسان شود. در آوریل ۲۰۱۳، پس از یک کمپین موفقیت‌آمیز سرمایه‌گذاری جمعی در Kickstarter، یک نسخه رایگان/متن باز «LiveCode Community Edition 6.0» منتشر شد. پایه کد مجدداً مجوز گرفت و به عنوان نرم‌افزار منبع باز و رایگان با نسخه ای در آوریل ۲۰۱۳ در دسترس قرار گرفت.
LiveCode بر روی iOS، Android، OS X، Windows 95 تا Windows 10، Raspberry Pi و چندین نسخه یونیکس از جمله Linux, Solaris و BSD اجرا می‌شود. می‌توان از آن برای موبایل، دسکتاپ و برنامه‌های کاربردی سرور/CGI استفاده کرد. نسخه iOS (iPhone و iPad) در دسامبر ۲۰۱۰ منتشر شد. اولین نسخه برای استقرار در وب در سال ۲۰۰۹ منتشر شد. این پرکاربردترین کلون HyperCard/HyperTalk است، و تنها موردی که بر روی تمام سیستم عامل‌های اصلی اجرا می‌شود.
انتشار نسخه ۸ توسط توسعه دهندگان در ۱۲ مارس ۲۰۱۵ در نیویورک اعلام شد. این پیشرفت عمده در محصول شامل یک زبان توسعه جدید و جداگانه است که به نام "LiveCode Builder" شناخته می‌شود که قادر به ایجاد کلاس‌های جدید شی گرایی به نام "ویجت هاً است. در نسخه‌های قبلی، مجموعه کلاس‌های شی ثابت بود و تنها از طریق استفاده از زبان‌های رویه‌ای معمولی مانند C قابل ارتقا بود. زبان جدید که IDE مخصوص به خودش را دارد یک سازمان است که از شیوه سنتی X-talk گرفته شده که اجازه تایپ متغیرها را می‌دهد. اما این دو محیط کاملاً یکپارچه هستند و جدا از توانایی ایجاد اشیاء جدید، توسعه در LiveCode به روش عادی و در داخل IDE ایجاد شده پیش می‌رود.
دومین کمپین تأمین مالی جمعی برای آوردن HTML5 به LiveCode به هدف تأمین نزدیک به ۴۰۰۰۰۰ دلار آمریکا در ۳۱ ژوئیه ۲۰۱۴ رسید. نسخه 8.0 DP4 توسعه دهنده LiveCode (31 اوت ۲۰۱۵) اولین نسخه ای بود که یک گزینه استقرار مستقل را در HTML5 گنجاند.
در ۳۱ اوت ۲۰۲۱، با شروع نسخه ۹٫۶٫۴، نسخه LiveCode Community با مجوز GPL متوقف شد.

## شرح
نرم‌افزار LiveCode با استفاده از یک گردش کار بدون کامپایل، برنامه‌هایی را ایجاد می‌کند که در بسیاری از محیط‌های پشتیبانی شده اجرا می‌شوند. همان کد رایانه در LiveCode می‌تواند در چندین دستگاه و پلتفرم پخش شود. LiveCode از یک زبان برنامه‌نویسی سطح بالا و شبیه به انگلیسی به نام Transcript استفاده می‌کند که به صورت پویا تایپ می‌شود. Transcript و گردش کار بدون کامپایل کدی تولید می‌کند که خود مستند است و درک آن برای برنامه‌نویسان معمولی آسان است.
یادگیری نحوه طبیعی سینتکس LiveCode مانند انگلیسی برای مبتدیان آسان است. متغیرها بدون نوع هستند و در زمان کامپایل صرفاً بر اساس زمینه تایپ می‌شوند. این کار خواندن و حفظ زبان را ساده می‌کند و سرعت نسبتاً کم را از دست می‌دهد. این زبان دارای ویژگی‌های پیشرفته ای از جمله آرایه‌های انجمنی، عبارات منظم، چند رسانه ای، پشتیبانی از انواع پایگاه‌های داده SQL و کتابخانه‌های TCP/IP است. موتور LiveCode از چندین فرمت تصویر رایج (از جمله BMP, PNG, GIF، و JPEG)، گرافیک‌های برداری ضد مستعار، لینک‌های متنی به سبک HTML، رفتارهای زنجیره ای و مرورگرهای وب جاسازی شده پشتیبانی می‌کند. دسترسی به این عملکردهای سطح بالاتر به گونه ای ساده طراحی شده است.

## عمق
LiveCode دارای حدود ۲۹۵۰ اصطلاح زبان داخلی و کلیدواژه است که ممکن است توسط کتابخانه‌های خارجی نوشته شده به زبان C و سایر زبان‌های سطح پایین‌تر گسترش داده شده باشند.

## عواقب
فایل‌های پروژه LiveCode در همه پلتفرم‌ها با دودویی سازگار هستند. آنها ظاهر و احساس و رفتار هر پلتفرم را به ارث می‌برند. دکمه‌ها، نوارهای اسکرول، نوارهای پیشرفت و منوها بر روی پلتفرم مورد نظر بدون هیچ گونه مداخله‌ای از جانب کسی که برنامه LiveCode را می‌نویسد، رفتار می‌کنند.
کامپایل یک LiveCode «مستقل» یک فایل اجرایی واحد (حداقل اندازه ۱٫۵ مگابایت) برای هر پلتفرم مورد نظر تولید می‌کند. هیچ زمان اجرا جداگانه ای لازم نیست.
مقاله ویکی‌پدیا در مورد HyperCard شامل یک بحث مفصل‌تر در مورد اصول اولیه یک محیط توسعه مشابه و زبان برنامه‌نویسی است. LiveCode مدرن یک سوپرمجموعه وسیع از هایپر کارت سابق است اما سادگی خود را حفظ کرده است. LiveCode شامل تعدادی ویژگی است که در برنامه اصلی HyperCard وجود ندارد، از جمله استقرار پلتفرم‌های متعدد، ارتباط با دستگاه‌های خارجی و بسیاری از برنامه‌های افزودنی زبان اصلی. جعبه ابزار LiveCode، در مقایسه با HyperCard، توانایی دسترسی به منابع متنی و رسانه ای مبتنی بر اینترنت را دارد که امکان ایجاد برنامه‌های دسکتاپ با قابلیت اینترنت را فراهم می‌کند.